# Associazione Calcio Reggiana 1965-1966
Questa voce raccoglie le informazioni riguardanti l'Associazione Calcio Reggiana nelle competizioni ufficiali della stagione 1965-1966.

## La stagione
Nella stagione 1965-1966 la Reggiana disputa il campionato di Serie B ottenendo la salvezza alla penultima giornata del torneo con la vittoria interna sul Catanzaro (3-2), grazie ai due gol del giovane Alessio Badari. Salgono in Serie A il Venezia con Lecco e Mantova, scendono in Serie C Pro Patria con Monza e Trani. Giampiero Calloni si mette ancora una volta in mostra realizzando 12 reti. In Coppa Italia granata subito fuori con il Palermo (1-1) dopo i tempi supplementari, in virtù del sorteggio che ha favorito i siciliani.
Ritorna a Reggio Emilia Alberto Malavasi dal Palermo, al quale viene venduto il forte mediano Rino Bon. Dal Parma retrocesso in C, arriva l'attaccante Giovanni Meregalli e dalla Spal l'ala destra Gianfranco De Bernardi, che si infortuna presto ed è sostituito dal giovane Gilberto Perucconi arrivato dalla Gallaratese. Torna dal Mantova la mezzala Claudio Correnti mentre Gustavo Giagnoni insieme a Mario Tomy fanno il viaggio inverso e ritornano nella città gonzaghesca.
C'è anche una grana degli ingaggi, due giocatori Domenico De Dominicis ed Ettore Recagni firmano a campionato iniziato. Si punta sui giovani Giovanni Gavazzi e Alessio Badari per la loro valorizzazione. La Reggiana alla fine del girone di andata ha solo un punto in meno di quelli conseguiti nel campionato precedente, quando si trovò alle soglie della zona promozione. Il ritorno è deludente. Il 20 febbraio del 1966 la Reggiana è punita con lo (0-2) a tavolino, per un petardo esploso contro il giocatore del Padova Rinaldo Frezza nel corso dell'incontro tra reggiani e veneti, sul campo l'incontro era terminato (1-0) con una rete di Recagni.

## Divise
| Prima divisa | Seconda divisa |

## Rosa
| N. |                   | Ruolo | Calciatore             |
| -- | ----------------- | ----- | ---------------------- |
|    | Italia (bandiera) | A     | Alessio Badari         |
|    | Italia (bandiera) | P     | Giancarlo Bertini      |
|    | Italia (bandiera) | D     | Orlando Bertini        |
|    | Italia (bandiera) | A     | Giampiero Calloni      |
|    | Italia (bandiera) | P     | Franco Ciccarelli      |
|    | Italia (bandiera) | P     | Sauro Cinelli          |
|    | Italia (bandiera) | C     | Claudio Correnti       |
|    | Italia (bandiera) | A     | Gianfranco De Bernardi |
|    | Italia (bandiera) | C     | Domenico De Dominicis  |
|    | Italia (bandiera) | D     | Romano Donzelli        |
|    | Italia (bandiera) | A     | Fermo Favini           |

| N. |                   | Ruolo | Calciatore         |
| -- | ----------------- | ----- | ------------------ |
|    | Italia (bandiera) | A     | Paolo Franzoni     |
|    | Italia (bandiera) | P     | Ezio Galbiati      |
|    | Italia (bandiera) | C     | Giovanni Gavazzi   |
|    | Italia (bandiera) | D     | Giampiero Grevi    |
|    | Italia (bandiera) | C     | Alberto Malavasi   |
|    | Italia (bandiera) | A     | Giovanni Meregalli |
|    | Italia (bandiera) | D     | Paolo Montanari    |
|    | Italia (bandiera) | A     | Gilbert Perrucconi |
|    | Italia (bandiera) | A     | Ettore Recagni     |
|    | Italia (bandiera) | D     | Umberto Strucchi   |
|    | Italia (bandiera) | D     | Mario Villa        |

## Risultati

### Serie B

#### Girone di andata
| Arbitro: | Vacchini (Milano) |

|                    |           |  |
| Benatti 15’ (aut.) | Marcatori |  |

| Arbitro: | Orlando (Bergamo) |

|                             |           |  |
| Correnti 54’ G. Calloni 88’ | Marcatori |  |

| Arbitro: | Schinetti (Brescia) |

|                                         |           |  |
| Chiodi 16’ Bigon 25’, 82’ Carminati 85’ | Marcatori |  |

| Arbitro: | Fiduccia (Marsala) |

|               |           |  |
| Salvemini 47’ | Marcatori |  |

| Reggio Emilia 3 ottobre 1965 5ª giornata | Reggiana          | 0 – 0 | Novara | Stadio Mirabello\| Arbitro: \| Palazzo (Palermo) \| |
| Arbitro:                                 | Palazzo (Palermo) |       |        |                                                     |

| Arbitro: | Nencioni (Roma) |

|               |           |  |
| Meregalli 81’ | Marcatori |  |

| Arbitro: | Nobilia (Roma) |

|           |           |  |
| Fogar 48’ | Marcatori |  |

| Arbitro: | Vacchini (Milano) |

|                         |           |               |
| Alaimo 47’ Ferrario 55’ | Marcatori | 14’ Meregalli |

| Arbitro: | Orlando (Bergamo) |

|                                 |           |  |
| G. Calloni 32’ (rig.) Villa 43’ | Marcatori |  |

| Arbitro: | Fiduccia (Marsala) |

|                       |           |                  |
| Baffi 24’ Sartore 59’ | Marcatori | 63’ De Dominicis |

| Reggio Emilia 14 novembre 1965 11ª giornata | Reggiana         | 0 – 0 | Lecco | Stadio Mirabello\| Arbitro: \| Gonella (Torino) \| |
| Arbitro:                                    | Gonella (Torino) |       |       |                                                    |

| Arbitro: | Torelli (Milano) |

|                          |           |             |
| Malavasi 21’ Recagni 36’ | Marcatori | 16’ Bonatti |

| Modena 28 novembre 1965 13ª giornata | Modena            | 0 – 0 | Reggiana | Stadio Alberto Braglia\| Arbitro: \| Righetti (Torino) \| |
| Arbitro:                             | Righetti (Torino) |       |          |                                                           |

| Arbitro: | Bigi (Padova) |

|                                        |           |  |
| Crivellenti 7’ (aut.) De Dominicis 33’ | Marcatori |  |

| Arbitro: | Piantoni (Terni) |

|                |           |                |
| G. Calloni 49’ | Marcatori | 84’ Pellizzaro |

| Arbitro: | Schinetti (Brescia) |

|                |           |                         |
| G. Calloni 29’ | Marcatori | 40’ Pasquina 67’ Nicolè |

| Arbitro: | Bigi (Padova) |

|                  |           |  |
| Recagni 43’, 45’ | Marcatori |  |

| Catanzaro 9 gennaio 1966 18ª giornata | Catanzaro          | 0 – 0 | Reggiana | Stadio Militare\| Arbitro: \| Frullini (Firenze) \| |
| Arbitro:                              | Frullini (Firenze) |       |          |                                                     |

| Arbitro: | Marchiori (Padova) |

|  |           |                            |
|  | Marcatori | 11’ G. Calloni 34’ Recagni |

#### Girone di ritorno
| Arbitro: | Piantoni (Terni) |

|             |           |               |
| Cavazza 75’ | Marcatori | 52’ Perucconi |

| Arbitro: | Giunti (Arezzo) |

|                                |           |                             |
| Nesti 2’ Ciardi 37’ Spelta 41’ | Marcatori | 5’ Meregalli 89’ G. Calloni |

| Arbitro: | Carminati (Milano) |

|                    |           |  |
| Recagni 53’ (rig.) | Marcatori |  |

| Arbitro: | Genel (Trieste) |

|                    |           |              |
| Recagni 68’ (rig.) | Marcatori | 59’ Mencacci |

| Arbitro: | Fiduccia (Marsala) |

|               |           |  |
| Gavinelli 49’ | Marcatori |  |

| Livorno 20 marzo 1966 25ª giornata | Livorno            | 0 – 0 | Reggiana | Stadio Comunale\| Arbitro: \| Picasso (Chiavari) \| |
| Arbitro:                           | Picasso (Chiavari) |       |          |                                                     |

| Arbitro: | Frullini (Firenze) |

|                |           |           |
| G. Calloni 78’ | Marcatori | 89’ Troja |

| Reggio Emilia 3 aprile 1966 27ª giornata | Reggiana                     | 0 – 0 | Reggina | Stadio Mirabello\| Arbitro: \| De Robbio (Torre Annunziata) \| |
| Arbitro:                                 | De Robbio (Torre Annunziata) |       |         |                                                                |

| Arbitro: | Bigi (Padova) |

|                          |           |  |
| Rivara 60’ Gilardoni 81’ | Marcatori |  |

| Arbitro: | Monti (Ancona) |

|                          |           |                    |
| Strucchi 61’ Calloni 66’ | Marcatori | 73’ (rig.) Sartore |

| Arbitro: | D'Agostini (Roma) |

|                                     |           |                     |
| Clerici 16’, 31’, 40’ Azzimonti 86’ | Marcatori | 42’, 57’ G. Calloni |

| Verona 1º maggio 1966 31ª giornata | Verona              | 0 – 0 | Reggiana | Stadio Marcantonio Bentegodi\| Arbitro: \| Schinetti (Brescia) \| |
| Arbitro:                           | Schinetti (Brescia) |       |          |                                                                   |

| Arbitro: | Monti (Ancona) |

|                |           |           |
| G. Calloni 20’ | Marcatori | 24’ Conti |

| Trani 15 maggio 1966 33ª giornata | Trani          | 0 – 0 | Reggiana | Stadio Comunale\| Arbitro: \| Pieroni (Roma) \| |
| Arbitro:                          | Pieroni (Roma) |       |          |                                                 |

| Reggio Emilia 22 maggio 1966 34ª giornata | Reggiana         | 0 – 0 | Mantova | Stadio Mirabello\| Arbitro: \| Gonella (Torino) \| |
| Arbitro:                                  | Gonella (Torino) |       |         |                                                    |

| Arbitro: | Piantoni (Terni) |

|                   |           |               |
| Pasquina 14’, 40’ | Marcatori | 25’ Perucconi |

| Monza 5 giugno 1966 36ª giornata | Monza          | 0 – 0 | Reggiana | Stadio Gino Alfonso Sada\| Arbitro: \| Pieroni (Roma) \| |
| Arbitro:                         | Pieroni (Roma) |       |          |                                                          |

| Arbitro: | Monti (Ancona) |

|                                |           |                      |
| Badari 26’, 75’ G. Calloni 58’ | Marcatori | 42’ Tribuzio 50’ Bui |

| Arbitro: | Angonese (Mestre) |

|  |           |                                       |
|  | Marcatori | 45’, 81’ Galli 49’ (rig.) Guglielmoni |

### Coppa Italia
| Arbitro: | Politano (Cuneo) |

|                      |           |           |
| Meregalli 70’ (rig.) | Marcatori | 72’ Troja |

## Statistiche

### Statistiche di squadra
| Competizione | Punti | In casa | In casa | In casa | In casa | In casa | In casa | In trasferta | In trasferta | In trasferta | In trasferta | In trasferta | In trasferta | Totale | Totale | Totale | Totale | Totale | Totale | DR |
| Competizione | Punti | G       | V       | N       | P       | Gf      | Gs      | G            | V            | N            | P            | Gf           | Gs           | G      | V      | N      | P      | Gf     | Gs     | DR |
| ------------ | ----- | ------- | ------- | ------- | ------- | ------- | ------- | ------------ | ------------ | ------------ | ------------ | ------------ | ------------ | ------ | ------ | ------ | ------ | ------ | ------ | -- |
| Serie B      | 34    | 19      | 8       | 8       | 3       | 21      | 15      | 19           | 1            | 8            | 10           | 11           | 24           | 38     | 9      | 16     | 13     | 32     | 39     | -7 |
| Coppa Italia |       | 1       | 0       | 1       | 0       | 1       | 1       | -            | -            | -            | -            | -            | -            | 1      | 0      | 1      | 0      | 1      | 1      | 0  |
| Totale       |       | 20      | 8       | 9       | 3       | 22      | 16      | 19           | 1            | 8            | 10           | 11           | 24           | 39     | 9      | 17     | 13     | 33     | 40     | -7 |

### Statistiche dei giocatori
| Giocatore       | Serie B  | Serie B | Coppa Italia | Coppa Italia | Totale   | Totale |
| Giocatore       | Presenze | Reti    | Presenze     | Reti         | Presenze | Reti   |
| --------------- | -------- | ------- | ------------ | ------------ | -------- | ------ |
| A. Badari       | 8        | 2       | -            | -            | 8        | 2      |
| G. Bertini      | 26       | -19     | 1            | -1           | 27       | -20    |
| O. Bertini      | 36       | 0       | 1            | 0            | 37       | 0      |
| G. Calloni      | 38       | 13      | 1            | 0            | 39       | 13     |
| F. Ciccarelli   | 1        | -1      | -            | -            | 1        | -1     |
| S. Cinelli      | 4        | -9      | -            | -            | 4        | -9     |
| C. Correnti     | 26       | 1       | 1            | 0            | 27       | 1      |
| G. De Bernardi  | 5        | 0       | -            | -            | 5        | 0      |
| D. De Dominicis | 30       | 2       | -            | -            | 30       | 2      |
| R. Donzelli     | 5        | 0       | 1            | 0            | 6        | 0      |
| F. Favini       | 4        | 0       | -            | -            | 4        | 0      |
| P. Franzoni     | 1        | 0       | -            | -            | 1        | 0      |
| E. Galbiati     | 8        | -8      | -            | -            | 8        | -8     |
| G. Gavazzi      | 2        | 1       | 1            | 0            | 3        | 1      |
| G. Grevi        | 35       | 0       | 1            | 0            | 36       | 0      |
| A. Malavasi     | 19       | 1       | 1            | 0            | 20       | 1      |
| G. Meregalli    | 31       | 3       | 1            | 1            | 32       | 4      |
| P. Montanari    | 22       | 0       | 1            | 0            | 23       | 0      |
| G. Perrucconi   | 37       | 2       | 1            | 0            | 38       | 2      |
| E. Recagni      | 21       | 4       | -            | -            | 21       | 4      |
| U. Strucchi     | 31       | 1       | -            | -            | 31       | 1      |
| M. Villa        | 29       | 1       | 1            | 0            | 30       | 1      |